# Övergreppet (film, 1967)
Övergreppet, svensk-fransk film från 1967, skriven och regisserad av Jacques Doniol-Valcroze.

## Handling
Marianne är ensam i sin och makens lägenhet när en man tränger sig in och binder henne.

## Om filmen
Filmen är inspelad i Filmstaden i Råsunda. Den hade världspremiär i Frankrike den 5 december 1967 och svensk premiär den 29 april 1968. Den svenska åldersgränsen är 11 år.

## Rollista (komplett)
- Bibi Andersson - Marianne Severin
- Bruno Cremer - Walter, inkräktare
- Frédéric de Pasquale - Henri Severin
- Claude Becault - Pierre
- Henry Bengtsson - hovmästaren
- Anne Betzholtz-Murray - Alberte
- Katarina Larsson - hembiträdet Jacqueline